# Das Schicksal in Person
Das Schicksal in Person (Originaltitel Nemesis) ist der 62. Kriminalroman von Agatha Christie. Er erschien im November 1971 zuerst im Vereinigten Königreich im Collins Crime Club und später im selben Jahr bei Dodd, Mead and Company. Die deutsche Erstausgabe wurde 1972 im Scherz Verlag (Bern, München, Wien) in der lange verwendeten Übersetzung von Claudia Persson veröffentlicht.
2016 erschien eine Neuübersetzung von Julian Haefs im Atlantik-Verlag.
Es ermittelt Miss Marple in ihrem elften Roman. Er ist der letzte mit dieser Protagonistin, den Agatha Christie schrieb. Der zwölfte Roman mit Miss Marple, Ruhe unsanft, der im Oktober 1976 veröffentlicht wurde, stammt aus den 1940er Jahren.

## Erklärung des englischen Romantitels
In Karibische Affäre lernen sich Miss Marple und Jason Rafiel in einem Hotel in der Karibik kennen. Nun erhält Miss Marple von Mr. Rafiel posthum den Auftrag ein viele Jahre zurückliegendes Verbrechen aufzuklären. Schon in Karibische Affäre hatte sich Miss Marple als Nemesis, die griechische Göttin der Rache bezeichnet. Diese Selbstidentifikation wird von Mr. Rafiel aufgegriffen und stellt auch weitgehend das Leitmotiv der Romanhandlung dar.

## Handlung
In seinem Testament vermacht Rafiel Miss Marple 20.000 Pfund, wenn sie ein in der Vergangenheit liegendes Verbrechen aufklärt. Hinweise auf das Verbrechen gibt er zunächst nicht, nur eine Anweisung, mit einer Reisegruppe verschiedene britische Herrenhäuser und Gärten aufzusuchen. Auf dieser Reise erfährt Miss Marple von Elizabeth Temple, der ehemaligen Direktorin einer Privatschule für Mädchen, dass vor 10 Jahren eine ihrer Schülerinnen, Verity, ermordet wurde – anscheinend von Rafiels Sohn, der für das Verbrechen auch zu lebenslanger Haft verurteilt wurde und immer noch im Gefängnis sitzt.
Als die Reisegruppe in der kleinen Ortschaft Jocelyn St. Mary Station macht, kommt es zu einem Unglücksfall. Elizabeth Temple wird durch einen Steinschlag schwer verletzt und erliegt ihren Verletzungen schließlich. Bald zeigt sich, dass der Steinschlag kein Unfall war, sondern ein Mordanschlag. Derweil wird Miss Marple von drei älteren Damen, die in Jocelyn St. Mary ein verfallendes Herrenhaus bewohnen, eingeladen, statt im Hotel doch bei ihnen zu wohnen. Diese drei Schwestern, die auch mit Mr. Rafiel bekannt waren, assoziiert Miss Marple bei der ersten Begegnung mit dem gleichnamigen Theaterstück von Anton Tschechow und mit den drei Hexen bei Macbeth. Im Haus der drei Schwestern erfährt Miss Marple dann auch weitere Einzelheiten zur ermordeten Verity, die als Waise eine Zeit lang dort gewohnt hatte und von Clotilde, der ältesten Schwester, mit außergewöhnlicher Hingabe und Zuneigung umsorgt und gefördert wurde und bemerkt, dass Clotilde auch Jahre nach dem Tod von Verity noch immer untröstlich über den Verlust scheint.
Nach der amtlichen Anhörung zum Tod von Elizabeth Temple beschließt Miss Marple, die Reisegruppe weiterziehen zu lassen und noch eine Zeit im Haus der drei Schwestern zu verweilen. Auch die Mitreisenden Miss Cooke und Miss Barrow bleiben zurück. Mit ihrer Hilfe entgeht Miss Marple einer durch Clotilde verübten Vergiftung. Wie sich herausstellt, waren die beiden Damen von Mr. Rafiel damit beauftragt worden, über Miss Marples Sicherheit zu wachen.
Elizabeth Temple hatte, von Miss Marple nach Veritys Todes-Ursache befragt, mit dem Wort „Liebe“ geantwortet – und dass „Liebe“ eines der furchtbarsten Worte sei, die es gibt. Verity und Michael Rafiel hatten sich tatsächlich geliebt und wollten heiraten. Aber die eifersüchtige Liebe von Clotilde zu ihrem jungen Schützling Verity ertrug das nicht, zumal Michael damals ein bereits mehrmals straffälliger junger Tunichtgut und Herzensbrecher war. Clotilde ermordete Verity und begrub sie im Garten, wo ihr Grab bald von weißblühendem Schling-Knöterich überwuchert wurde. Um das Verbrechen zu verdecken, beging Clotilde einen weiteren Mord an Nora Broad, einem lebenslustigen jungen Mädchen, und schließlich den an Elizabeth Temple.
Clotilde richtet sich selbst, indem sie die für Miss Marple bestimmte vergiftete Milch trinkt, Michael Rafiel wird aus dem Gefängnis entlassen und Miss Marple erhält die von dem verstorbenen Mr. Rafiel für sie ausgesetzte Prämie von 20.000 Pfund.

## Personen

### Hauptpersonen
- Miss Marple, ältere Dame und Amateurdetektivin
- Jason Rafiel, kürzlich verstorbener Millionär
- Michael Rafiel, sein Sohn
- J. R. Broadribb, Anwalt von Jason Rafiel

### Reisegruppe
- Mrs. Sandbourne, Reiseleiterin
- Mrs. Riseley-Porter
- Miss Joanna Crawford, Nichte von Mrs. Riseley-Porter
- Colonel und Mrs. Walker, Ehepaar
- Mr. und Mrs. H. T. Butler, amerikanisches Ehepaar
- Elizabeth Temple, ehemalige Direktorin der Mädchenschule Fallowfield
- Professor Wanstead, Psychologe
- Mr. Richard Jameson, Architekt
- Miss Lumley
- Miss Mildred Bentham
- Mr. Caspar, ausländischer Tourist
- Miss Cooke, zuvor bereits erschienen als eine Mrs. Bartlett
- Miss Barrow, Freundin von Miss Cooke
- Mr. Emlyn Price, Student, befreundet sich mit Joanna Crawford[4]

### Jocelyn St. Mary
- drei Schwestern, leben zusammen in einem verfallenden Herrenhaus:
  - Lavinia Glynne, lädt Miss Marple ein, bei ihnen zu wohnen
  - Clotilde Bradbury-Scott, hatte sich um Verity Hunt gekümmert
  - Anthea Bradbury-Scott, etwas unausgeglichen
- Erzdiakon Brabazon, Freund von Elizabeth Temple
- vor Beginn der Handlung verstorbene junge Frauen aus Jocelyn St. Mary:
  - Nora Broad, vermutliches Mordopfer, ihr Leichnam wurde nie gefunden
  - Verity Hunt, ehemalige Schülerin in Fallowfield, wohnte zeitweise bei den drei Schwestern, laut Gerichtsurteil ermordet von Michael Rafiel

## Verfilmungen
Miss Marple (1987)
1987 wurde der Roman für die Fernsehserie der BBC Miss Marple etwas verändert verfilmt. Die Hauptrolle spielt Joan Hickson als Miss Marple.
Agatha Christie’s Marple (2007)
2007 wurde der Roman für die dritte Staffel der Fernsehserie Agatha Christie’s Marple verfilmt mit Geraldine McEwan als Miss Marple, wobei allerdings der Plot und die Figuren stark verändert wurden.

## Ausgaben
- Erstausgabe: Nemesis. Collins Crime Club, London 1971, ISBN 0-00-231563-7.
- US-Ausgabe: Nemesis. Dodd Mead and Company, New York 1971, ISBN 0-396-06423-X.
- Deutsche Erstausgabe: Das Schicksal in Person. Übersetzt von Claudia Persson. Scherz Verlag, Bern, München, Wien 1972, ISBN 3-502-10123-X.
- Neuübersetzung: Das Schicksal in Person. Übersetzt von Julian Haefs. Atlantik, 2016, ISBN 978-3-455-65101-0.
- Taschenbuch: Das Schicksal in Person. Übersetzt von Claudia Persson. Fischer Taschenbuch, Frankfurt am Main 2005, ISBN 3-596-17087-7.
- E-Book: Das Schicksal in Person. Übersetzt von Claudia Persson. Fischer E-Books, Frankfurt am Main 2012, ISBN 978-3-10-402152-2.
- Hörbuch: Das Schicksal in Person. 5 CDs. Ungekürzte Lesung. Sprecherin: Ursula Illert. Regie: Hans Eckardt. Übersetzung von Claudia Persson. Verlag und Studio für Hörbuchproduktionen, Marburg/Lahn 2003. Neuausgabe als MP3: Der Hörverlag, München 2020, ISBN 978-3-8445-3869-4.